# Aletta Jacobs
Aletta Henriëtte Jacobs (Sappemeer, Groninga, 9 de febrero de 1854 - Baarn, Utrecht, 10 de agosto de 1929) fue una doctora en medicina, activista por los derechos de la mujer y el sufragio femenino e inventora neerlandesa.

## Primeros años y educación
Jacobs nació en el seno de una familia judía, hija de Abraham Jacobs y de Anna de Jongh, siendo la octava de un total de doce hermanos. Su padre era un reputado doctor de los Países Bajos, lo que jugaría un papel importante en su interés por la medicina. De pequeña acompañaba a su padre en las consultas, y ver cómo ejercía su profesión y ayudaba a las personas influyó en su vocación médica. Además, su padre la instruyó en nuevas lenguas como latín y griego y materias reservadas para los varones de la época como matemáticas e historia.
Pese a sus deseos de seguir los pasos de su progenitor, las mujeres de la época que querían acceder a la educación se encontraban con diversas trabas. Jacobs consiguió terminar sus estudios de educación primaria en 1867 pero a ninguna mujer neerlandesa se le permitía cursar estudios secundarios. Pese a esto, en 1870 aprobó el examen que la cualificaba como ayudante de farmacia, tras lo cual escribió al primer ministro de los Países Bajos, el liberal J.R. Thorbecke, solicitando el permiso para acceder a la universidad. El 28 de abril de 1871, Thorbecke respondió con una carta dirigida a su padre, Abraham Jacobs, donde comunicaba la autorización para que la joven se matriculara en la Universidad de Groninga. Aletta asumió el reto con valor y optimismo, consiguiendo con su actitud persistente que pocos años después se regulara el acceso a la educación superior para la mujer en Holanda. El 8 de marzo de 1879, Jacobs se graduó en la universidad, convirtiéndose así en la primera mujer en asistir a una universidad neerlandesa, así como la primera mujer con el título de medicina en la historia de los Países Bajos y un año después, la primera en obtener un doctorado. Dedicó gran parte de su vida a la medicina pero sintió la llamada de la política y cambió su razón de vivir por el compromiso con la causa de las mujeres.

## Medicina

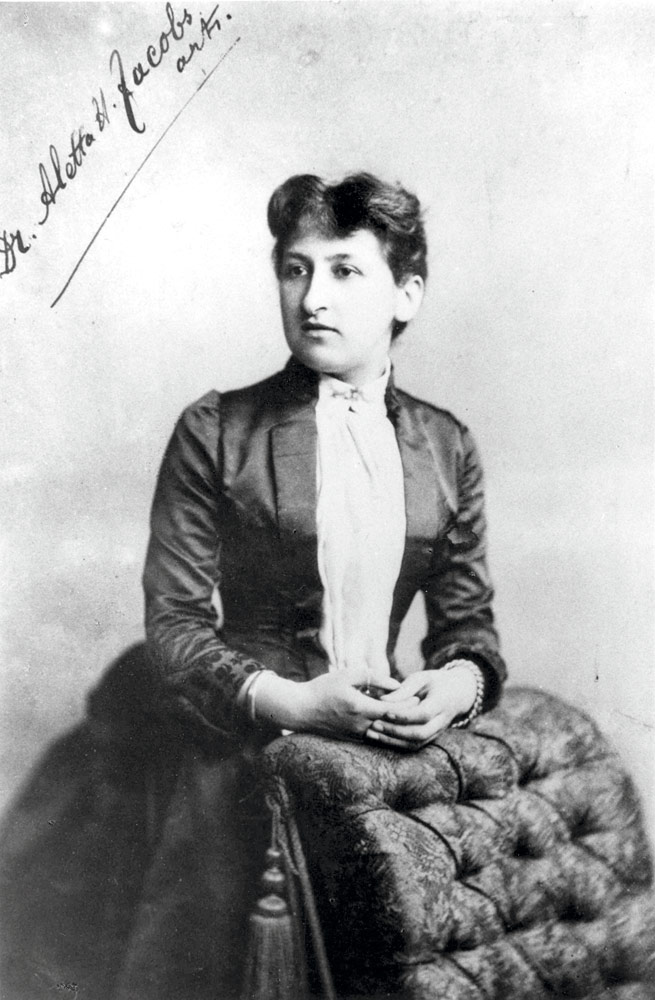
Aletta Jacobs

Desempeñó su tarea de doctora con gran entusiasmo. La implicación con sus pacientes le llevó a buscar soluciones para evitar la discriminación a la que eran sometidas las mujeres, en todos los ámbitos. Pronto adquirió conciencia sobre la impunidad de la prostitución y la trata de blancas. En un intento por remediar la pesadilla de las mujeres a las que atendía, divulgó el uso de métodos anticonceptivos para controlar la natalidad y las enfermedades de transmisión sexual. Durante 14 años varios días a la semana pasaba consulta gratuita a prostitutas, indigentes y niños. Dio cursos elementales de higiene y cuidado de niños. Trabajó en la mejora del diafragma del doctor Wilhelm P.J Mensinga. La idea escandalizó a toda la sociedad y fue acusada de ir en contra de la vida: “Lo más duro era asumir las críticas, sobre todo las que nacían de los labios de mi hermano Sam”, comentaba dolida.
Promotora de los derechos reproductivos y sexuales de la mujer en un contexto marcado por la intolerancia frente a los pensamientos progresistas, lejos de retirarse ante las acusaciones que recibía, instaló una clínica gratuita para mujeres vulnerables. Se creó así el primer centro de planificación familiar de los Países Bajos. Además, desde el mismo centro llevó a cabo otra mejora en la salud de las mujeres: en aquella época era habitual que las dependientas pasarán más de 10 horas de pie, causándoles grandes trastornos en la salud y también ginecológicos. Jacobs insistió en que las tiendas les facilitasen bancos en los que descansaran cuando no atendían a la clientela. Dos décadas después el asunto de los descansos se reguló en una ley. Sus habilidades formales le propiciaron la amistad con miembros de la Unión General de Comercio Holandés cuyo líder B.H Held se sensibilizó con la causa y le ofreció desinteresadamente unas humildes habitaciones, en donde impartió nociones básicas sobre cuidados infantiles, maternos y de higiene personal. El testimonio de muchas pacientes, asfixiadas por las duras condiciones de vida y la represión, hizo eclosionar el coraje y la fortaleza de Aletta Jacobs orientándole más allá de su labor cómo doctora para trabajar a favor de la justicia social. Adelantada a su tiempo se casó por lo civil con un hombre del movimiento pacifista, y trabajó por y para las mujeres: las madres, las niñas, las prostitutas… para sí misma.

## Activismo y sufragio femenino
Al culminar sus estudios, Jacobs se trasladó a Londres, donde comenzó a reunirse con feministas y activistas por el control de la natalidad y el sufragio universal. En la capital británica recibió el influjo de nuevas ideas, entre las cuales destacaba el uso de anticonceptivos para mujeres, con el fin de prevenir embarazos no deseados. Posteriormente, se mudó a Ámsterdam, donde abrió su propia clínica destinada a personas de bajos recursos que no podían acudir a un médico convencional. Muchas mujeres también comenzaron a consultarle por algunos métodos anticonceptivos. Jacobs trabajó para mejorar y perfeccionar el diafragma que años antes había sido diseñado por uno de sus profesores, el ginecólogo también neerlandés Wilhelm Peter Johannes Mensinga (razón por la cual se lo conoce como "pesario oclusivo" o de Hasse-Mensinga). Aunque Mensinga creó el diafragma original, Jacobs contribuyó notablemente a perfeccionar su diseño y estructura.

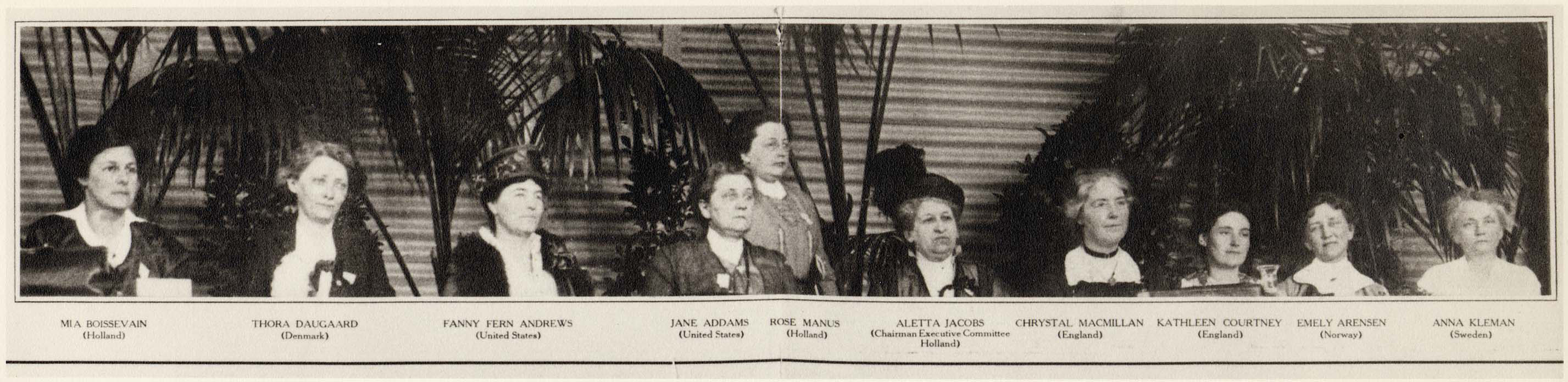
Congreso Internacional de Mujeres en La Haya en 1915: Mia Boissevain, Thora Daugaard, Fanny Fern Andrews, Jane Addams, Rosa Manus, Aletta Jacobs, Chrystal Macmillan, Kathleen Courtney, Emely Arensen y Anna Kleman.

En 1883, cuando se prohibió explícitamente acceder al voto a las mujeres, añadiendo la palabra “hombre” en la constitución de 1887, el descontento femenino generalizado contagió a Jacobs, introduciéndola en el movimiento sufragista: en el año 1903 se convirtió en líder de la Alianza del Sufragio Femenino Internacional. Este compromiso le llevó a conocer a Carrie Chapman, con la que viajó a los lugares más recónditos del mundo: Asia del Sur, Austria y Hungría, Oriente Medio y África para dar voz y apoyo a todas esas mujeres del mundo que solas eran incapaces de abrirse hueco en la vida política y en los espacios de participación. Ella le dirigió a Chapman estas palabras en una amistosa carta: 
“Mi querida Carrie, estoy segura de que no he vivido en vano, hemos hecho nuestra tarea y podemos abandonar el mundo con la convicción de que lo dejamos mejor de lo que lo encontramos”.
Hizo alianzas con mujeres sufragistas de otros países europeos y realizó giras internacionales promoviendo la igualdad. Su lucha dio frutos cuando en 1919 se aprobó en los Países Bajos el derecho de las mujeres a votar.
Tras acudir a la reunión del Consejo Internacional de Mujeres en Londres en 1899, Jacobs dejó la medicina en un segundo plano y centró sus fuerzas en el sufragio femenino.
En 1915 impulsó la celebración de un Congreso Internacional de Mujeres en La Haya, poco tiempo después de dar comienzo la Primera Guerra Mundial. De este congreso salió la Liga Internacional de Mujeres por la Paz y la Libertad (WILPF), una organización creada para oponerse a la guerra y para la participación de la mujer en la escena pública internacional. En este foro, que reunió a más de mil mujeres de todo el mundo, se comenzaron a formular las primeras propuestas feministas en contra de la guerra y la violencia enraizada en la Europa del siglo XX. Todavía hoy, WILPF es una de las redes de mujeres con más incidencia en la política internacional. Dicha organización se considera la más importante de mujeres por la paz del siglo pasado, y Jane Addams, su primera presidenta, recibió el Nobel de la Paz en 1931. Continuó trabajando por la causa feminista hasta su muerte, en Baarn, Países Bajos, el 10 de agosto de 1929 a los 75 años.

## Libros
En su obra Memories: My Life as an International Leader in Health, Suffrage, and Peace, presenta a los lectores una mujer notable, una feminista holandesa dominante que abrió nuevos caminos por sí misma, y que trabajó junto a líderes de renombre mundial en los movimientos progresistas de principios del siglo XX.

## Doodle de Aletta Jacobs
En el día en que se cumplieron 163 años de su nacimiento, el buscador Google ha dedicado su típico doodle a la médica neerlandesa Aletta Jacobs (1854-1929), quien fue la primera mujer en acudir a una universidad holandesa y por consiguiente, la primera médico de su país. Tras conseguir su meta, no se conformó y luchó para que sus pasos pudiesen ser seguidos por todas las mujeres.
Este Doodle apareció el 9 de febrero de 2017 y puede conseguirse en el apartado de Doodle de Google.